# Малая Покровка (Днепропетровская область)
Малая Покровка (укр. Мала Покровка) — село,
Словянский сельский совет,
Межевский район,
Днепропетровская область,
Украина.
Код КОАТУУ — 1222683303. Население по переписи 2023 года составляло 2 человека.

## Географическое положение
Село Малая Покровка находится у истоков реки Сухой Бычок,
ниже по течению на расстоянии в 2 км расположено село Полтавское.